# Луций Апулей (трибун 391 пр.н.е.)
Вижте пояснителната страница за други личности с името Луций Апулей.
Луций Апулей (на латински: Lucius Apuleius) е политик на Римската република през началото на 4 век пр.н.е.
Произлиза от плебейската фамилия Апулеи. Прародител е на Квинт Апулей Панза (консул 300 пр.н.е.) и на Луций Апулей Сатурнин (народен трибун 103 пр.н.е.).
През 391 пр.н.е. Луций Апулей е народен трибун. Той осъжда бившия диктатор Марк Фурий Камил заради присвояване на плячката от Вейи през 396 пр.н.е. и нейното несправедливо разпределение на парична глоба от 1500 денарии и го изгонва в Ардеа.